# Kartäuserkloster Erfurt

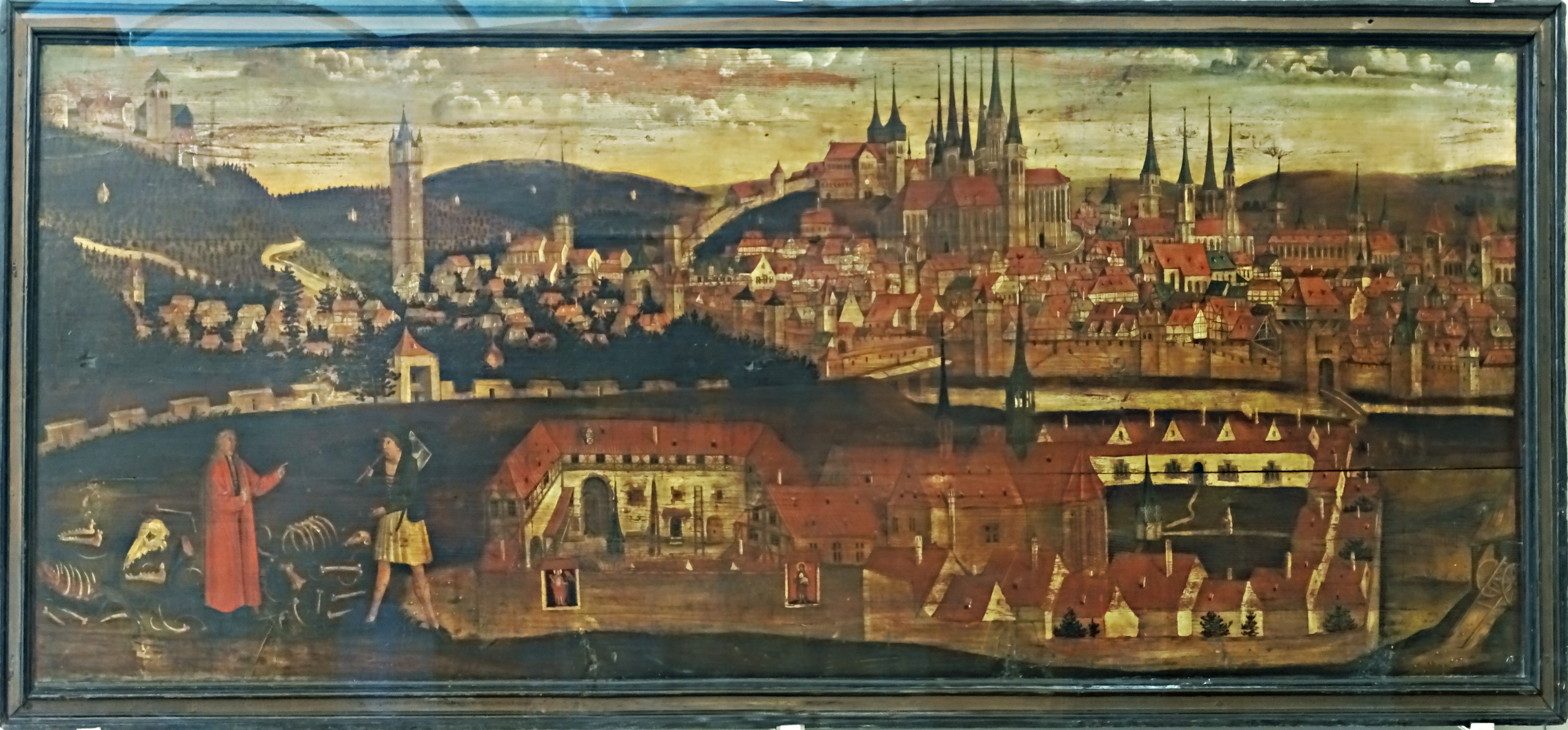
Darstellung der Gründungslegende des Erfurter Kartäuserklosters, ölhaltige Temperamalerei auf Fichtenholz, Datierung: um 1525

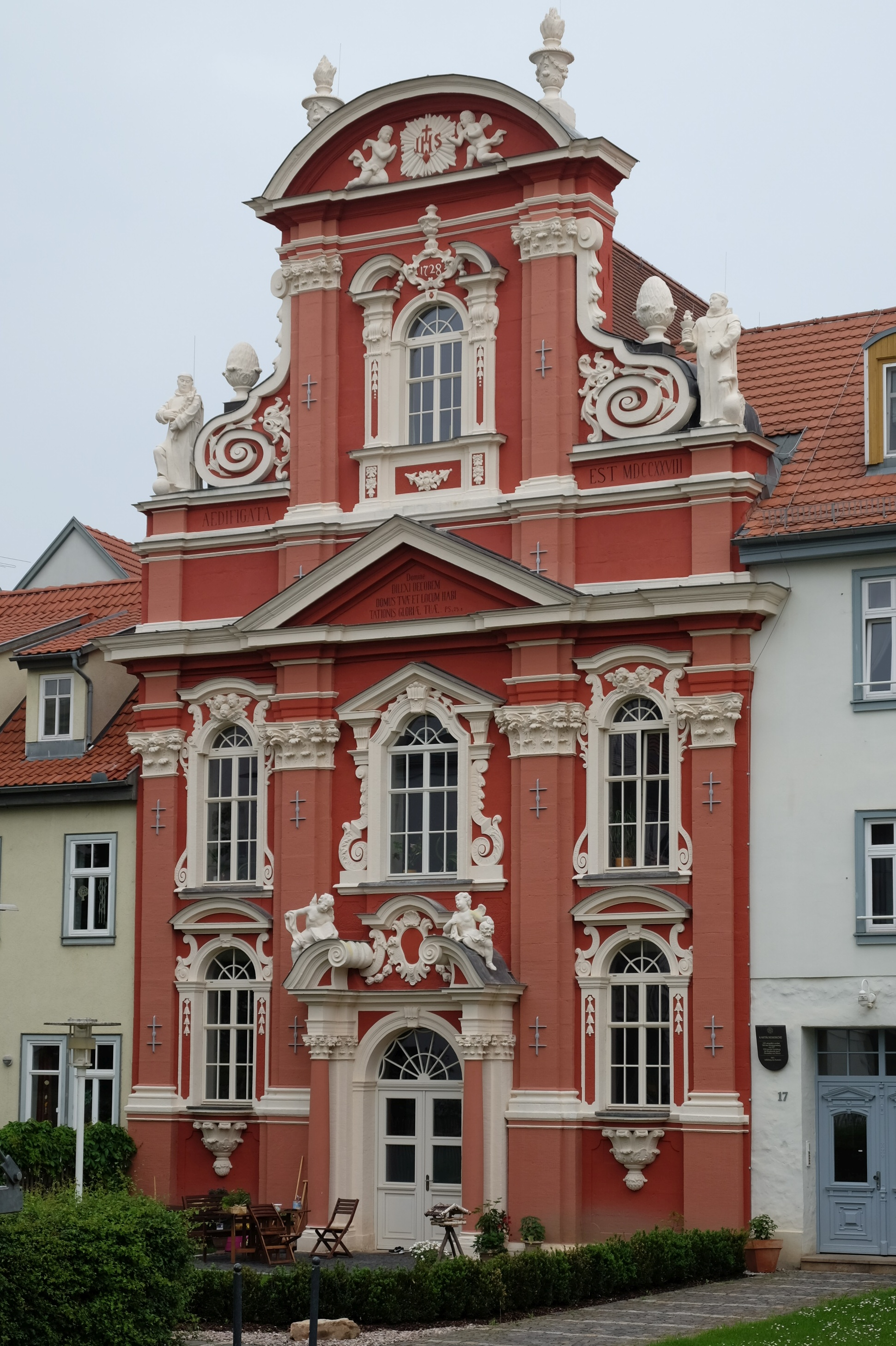
Barocke Fassade der ehemaligen Kirche des Erfurter Kartäuserklosters

Das Kartäuserkloster St. Salvatorberg (lat. domus montis Sancti Salvatoris) zu Erfurt war eine Kartause des Kartäuserordens und bestand von 1374 bis 1803. Es lag südlich der Altstadt beim Löbertor.

## Geschichte
Die Bauarbeiten begannen 1372. Die Kirche wurde 1375 geweiht. 1374 war das Kloster dem Orden inkorporiert und hatte 14 Mönche und 6 Laienbrüder. Vier Patres, die zuerst aus der Kartause Neuzell gekommen waren, erhielten die Ehrenämter. Der erste Prior war Heinrich Roeckel. Gleich zu Beginn erhielt das Kloster reiche Stiftungen von Geistlichen, Edelleuten und Bürgern Erfurts. Bald wurde die Zahl der Zellen auf 24 erhöht. Schon 1383 konnte von Erfurt aus das Kartäuserkloster Eisenach und 1387 die Kartause Hildesheim gegründet werden.

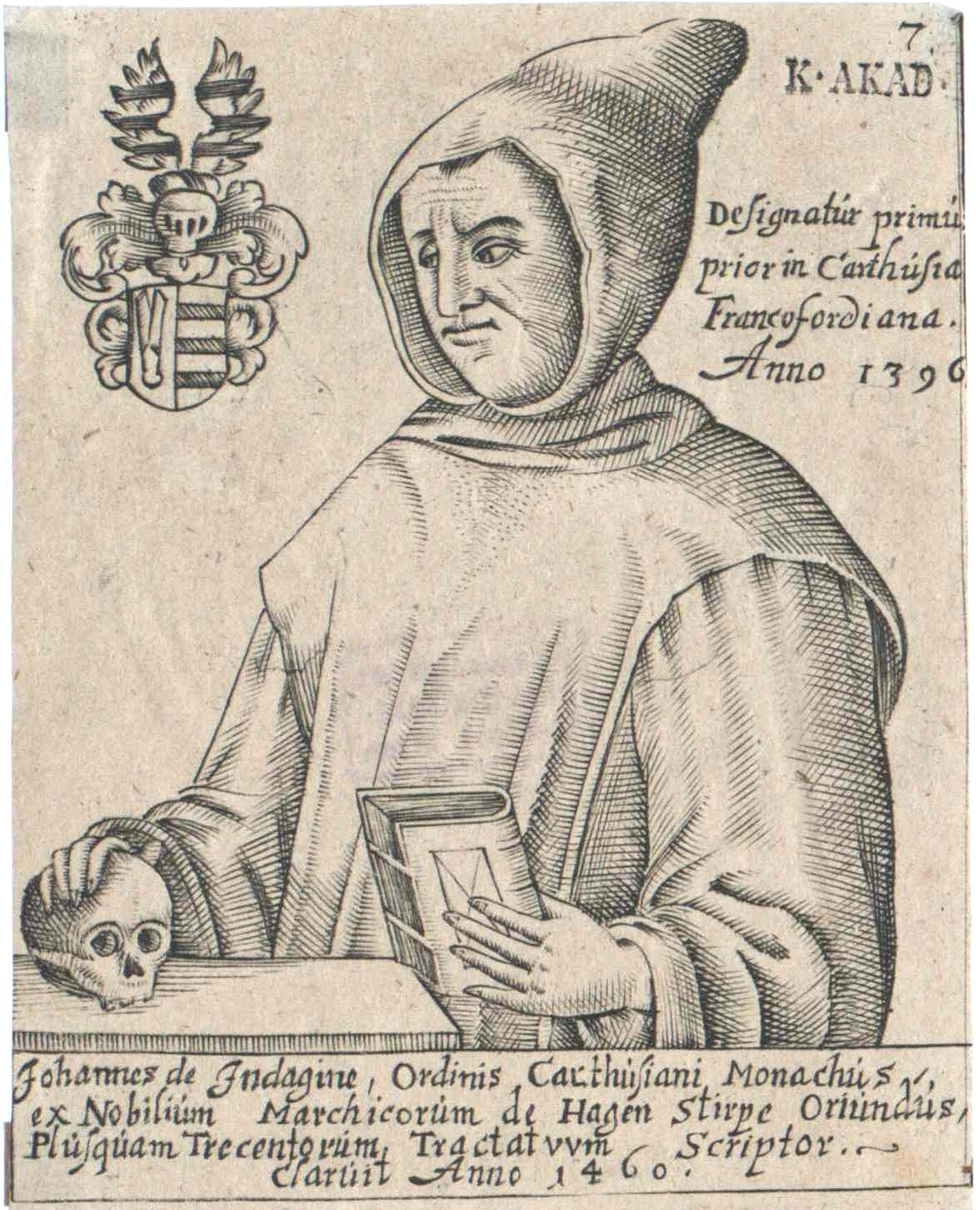
Johannes de Indagine

Ihre größte Blütezeit hatte die Kartause im 14. und 15. Jahrhundert. Berühmte Gelehrte der Scholastik, der Prior Johannes Indaginis (eigentlich Johann von Hagen, 1415–1475), 1457 gewählt, und der Pater Jakobus de Clusa (eigentl. Jakob von Paradis oder Jacobus de Jüterbog, † 1463) lebten einige Zeit in der Erfurter Kartause. Die Kämpfe der Reformation berührten das stille Kloster weniger. Doch ging die Anzahl der Mönche im Konvent zurück, so dass 1525–1620 der Konvent nicht selbst den Prior wählte, sondern einen solchen jeweils vom Generalkapitel erhielt. Der Konvent war zu Beginn des 16. Jahrhunderts so geschrumpft, dass die Oberen des Generalkapitels eine Art Neugründung unter dem Prior Jodokus Heß initiierten.
Im Laufe der Jahrhunderte, im Bauernkrieg, im Dreißigjährigen Krieg und bei Aufhebung des Klosters 1803 (Säkularisation) ging der Kirchenschatz verloren. Von den Altären der Kirche, über deren Ausschmückung uns die Chronik der Kartause genaue Beschreibungen bringt, ist heute keiner mehr erhalten. 1631–1635 führten Wirren des Dreißigjährigen Krieges zur Vertreibung des Konvents.
Große Umbauten und Neubauten der Kartause wurden von den Prioren Ambrosius Kummer und Leopold Wohlgemut in den Jahren 1702 bis 1728 ausgeführt. Die barocke Klosteranlage, seit 1805 in Privatbesitz und zu einer Baumwollfabrik und zu Wohnhäusern umgestaltet, wurde durch einen Brand im Jahre 1845 zerstört.
Die große Klosterbibliothek, die in der Sakristei untergebracht war, gelangte 1810 in die Bibliothek der Universität Erfurt.

## Bauwerke

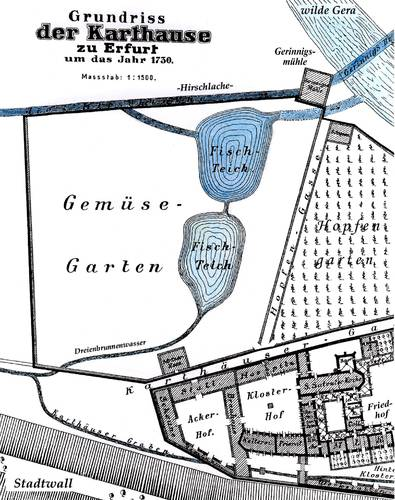
Kartäuserkloster Erfurt, Lageplan 1730

### Klosterkirche
Von der ursprünglichen großen Klosteranlage ist nur die Kirche mit den angrenzenden Bauten erhalten. 1922 wurden zwei Figuren von der Fassade entfernt, um Fenster einzubauen. Anfang der 1990er Jahre erwarb ein Bauträger große Teile der alten Klosteranlage, um hier nach durch ihn erfolgter Entkernung Wohneigentum zu schaffen. Wegen des Konkurses des Unternehmers konnte dieses Vorhaben nicht zu Ende geführt werden, insbesondere der Ausbau der ehemaligen Kirche blieb unvollendet. Ein anderer Investor war dann erfolgreicher. Im August 2012 fand das Richtfest statt, sieben außergewöhnliche Wohnungen entstanden unter Einbeziehung der Sakristei mit ihren denkmalgeschützten Besonderheiten. Das Kirchendach wurde aufgebrochen und zu einem Drittel mit einer Glasfläche für einen Lichthof ausgestattet. Die Barockfassade wurde nochmals aufwendig saniert.

### Kartäusermühle

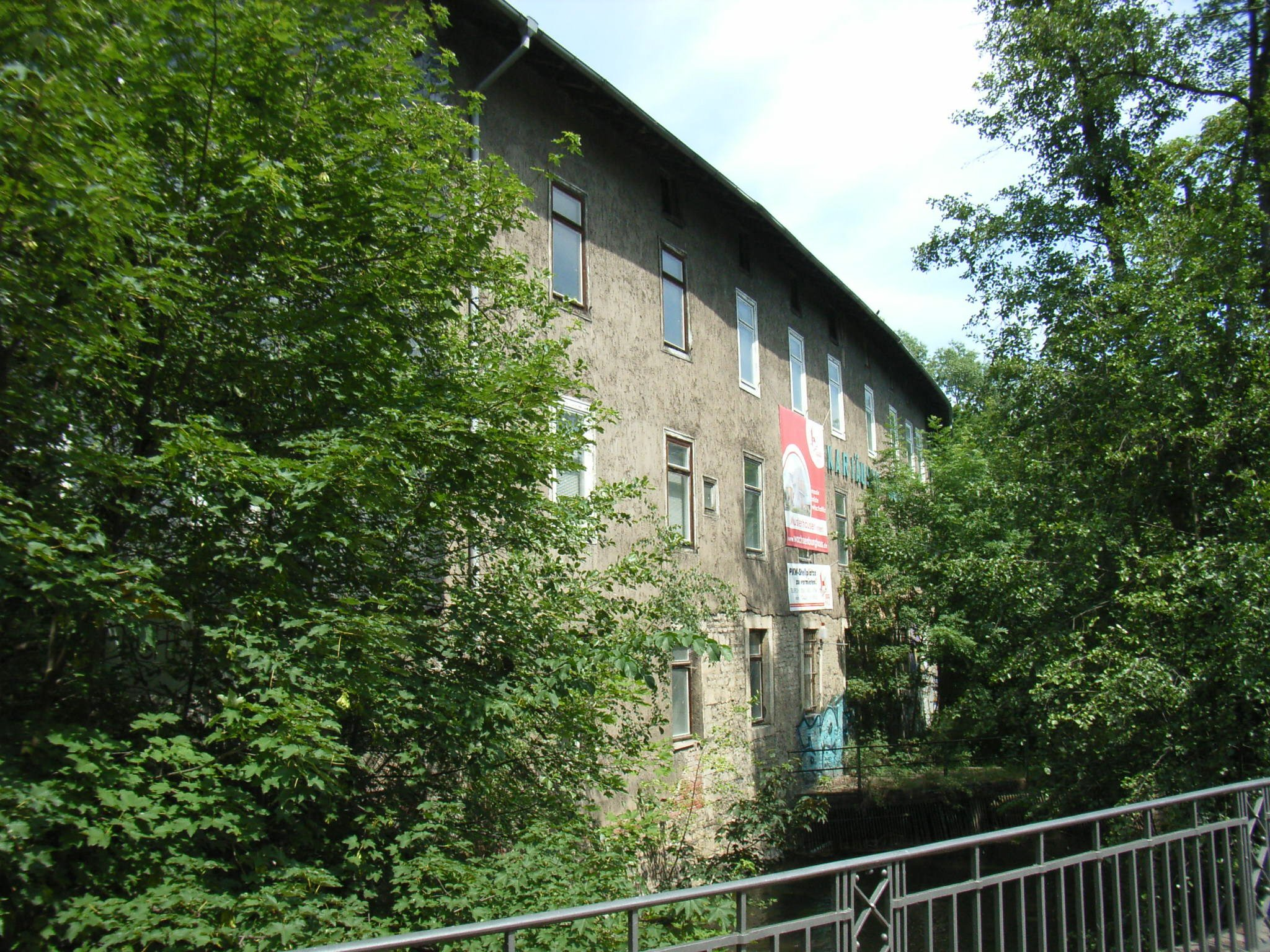
Kartäusermühle Erfurt vor 2015

An der Stelle der im 13. Jahrhundert erstmals erwähnten Kartäusermühle standen, bis zum Abriss im Jahre 2015, denkmalgeschützte Mühlengebäude aus dem Jahr 1872.